# Claro Open Colsanitas 2014 - Qualificazioni singolare
Le qualificazioni del singolare  del Claro Open Colsanitas 2014 sono state un torneo di tennis preliminare per accedere alla fase finale della manifestazione. I vincitori dell'ultimo turno sono entrati di diritto nel tabellone principale. In caso di ritiro di uno o più giocatori aventi diritto a questi sono subentrati i lucky loser, ossia i giocatori che hanno perso nell'ultimo turno ma che avevano una classifica più alta rispetto agli altri partecipanti che avevano comunque perso nel turno finale.

## Qualificazioni

### Teste di serie
1. Nicole Gibbs
2. Lara Arruabarrena
3. Adriana Pérez (primo turno)
4. Florencia Molinero

1. Sachia Vickery
2. Julia Cohen (secondo turno)
3. Sofia Shapatava (ultimo turno, Lucky loser)
4. Anastasia Grymalska (primo turno)

### Qualificate
1. Nicole Gibbs
2. Lara Arruabarrena

1. Sachia Vickery
2. Florencia Molinero

### Lucky loser
1. Sofia Shapatava

1. Irina Chromačëva

### Legenda
| - Q = Qualificato - WC = Wild card - LL = Lucky loser | - ALT = Alternate - SE = Special Exempt - PR = Protected Ranking | - w/o = Walkover - r = Ritirato - d = Squalificato |

#### Sezione 1
|  | Primo turno | Primo turno            | Primo turno            | Primo turno | Primo turno |  |  | Secondo turno | Secondo turno          | Secondo turno          | Secondo turno  | Secondo turno |   |   | Ultimo turno | Ultimo turno | Ultimo turno | Ultimo turno | Ultimo turno |  |
|  |             |                        |                        |             |             |  |  |               |                        |                        |                |               |   |   |              |              |              |              |              |  |
|  | 1           | Nicole Gibbs           | Nicole Gibbs           | 6           | 6           |  |  |               |                        |                        |                |               |   |   |              |              |              |              |              |  |
|  |             | Jasmina Tinjić         | Jasmina Tinjić         | 0           | 2           |  |  | 1             | Nicole Gibbs           | 2                      | 7              | 6             |   |   |              |              |              |              |              |  |
|  |             | Chieh-Yu Hsu           | 5                      | 6           | 7           |  |  |               | Chieh-Yu Hsu           | 6                      | 63             | 0             |   |   |              |              |              |              |              |  |
|  |             | Dea Herdželaš          | 7                      | 4           | 5           |  |  |               |                        |                        |                |               |   |   | 1            | Nicole Gibbs | 3            | 6            | 6            |  |
|  |             | Arantxa Parra Santonja | Arantxa Parra Santonja | 6           | 7           |  |  |               |                        |                        | Catalina Pella | 6             | 3 | 1 |              |              |              |              |              |  |
|  |             | Laura Pigossi          | Laura Pigossi          | 3           | 64          |  |  |               | Arantxa Parra Santonja | Arantxa Parra Santonja | 3              | 6(1)          |   |   |              |              |              |              |              |  |
|  |             | Catalina Pella         | Catalina Pella         | 6           | 6           |  |  |               | Catalina Pella         | Catalina Pella         | 6              | 7             |   |   |              |              |              |              |              |  |
|  | 8           | Anastasia Grymalska    | Anastasia Grymalska    | 3           | 3           |  |  |               |                        |                        |                |               |   |   |              |              |              |              |              |  |

#### Sezione 2
|  | Primo turno | Primo turno           | Primo turno           | Primo turno | Primo turno |  |  | Secondo turno | Secondo turno       | Secondo turno | Secondo turno   | Secondo turno |   |   | Ultimo turno | Ultimo turno      | Ultimo turno | Ultimo turno | Ultimo turno |  |
|  |             |                       |                       |             |             |  |  |               |                     |               |                 |               |   |   |              |                   |              |              |              |  |
|  | 2           | Lara Arruabarrena     | Lara Arruabarrena     | 6           | 6           |  |  |               |                     |               |                 |               |   |   |              |                   |              |              |              |  |
|  | WC          | Laura Arciniegas      | Laura Arciniegas      | 0           | 0           |  |  | 2             | Lara Arruabarrena   | 6             | 5               | 6             |   |   |              |                   |              |              |              |  |
|  |             | Montserrat González   | 2                     | 6           | 6           |  |  |               | Montserrat González | 3             | 7               | 3             |   |   |              |                   |              |              |              |  |
|  |             | Gioia Barbieri        | 6                     | 1           | 3           |  |  |               |                     |               |                 |               |   |   | 2            | Lara Arruabarrena | 4            | 6            | 6            |  |
|  |             | Ysaline Bonaventure   | Ysaline Bonaventure   | 6           | 6           |  |  |               |                     | 7             | Sofia Shapatava | 6             | 3 | 2 |              |                   |              |              |              |  |
|  | WC          | Daniella Moreno-Kaste | Daniella Moreno-Kaste | 0           | 0           |  |  |               | Ysaline Bonaventure | 6             | 3               | 1             |   |   |              |                   |              |              |              |  |
|  |             | Laura Pous Tió        | Laura Pous Tió        | 3           | 3           |  |  | 7             | Sofia Shapatava     | 3             | 6               | 6             |   |   |              |                   |              |              |              |  |
|  | 7           | Sofia Shapatava       | Sofia Shapatava       | 6           | 6           |  |  |               |                     |               |                 |               |   |   |              |                   |              |              |              |  |

#### Sezione 3
|  | Primo turno | Primo turno             | Primo turno             | Primo turno | Primo turno |  |  | Secondo turno | Secondo turno           | Secondo turno    | Secondo turno  | Secondo turno  |   |   | Ultimo turno | Ultimo turno     | Ultimo turno     | Ultimo turno | Ultimo turno |  |
|  |             |                         |                         |             |             |  |  |               |                         |                  |                |                |   |   |              |                  |                  |              |              |  |
|  | 3           | Adriana Pérez           | Adriana Pérez           | 3           | 3           |  |  |               |                         |                  |                |                |   |   |              |                  |                  |              |              |  |
|  |             | Irina Chromačëva        | Irina Chromačëva        | 6           | 6           |  |  |               | Irina Chromačëva        | Irina Chromačëva | 7              | 6              |   |   |              |                  |                  |              |              |  |
|  |             | Irina Ramialison        | Irina Ramialison        | 5           | 4           |  |  |               | Amandine Hesse          | Amandine Hesse   | 5              | 4              |   |   |              |                  |                  |              |              |  |
|  |             | Amandine Hesse          | Amandine Hesse          | 7           | 6           |  |  |               |                         |                  |                |                |   |   |              | Irina Chromačëva | Irina Chromačëva | 65           | 1            |  |
|  | WC          | Diana Monsalve          | Diana Monsalve          | 1           | 2           |  |  |               |                         | 5                | Sachia Vickery | Sachia Vickery | 7 | 6 |              |                  |                  |              |              |  |
|  |             | Beatriz García Vidagany | Beatriz García Vidagany | 6           | 6           |  |  |               | Beatriz García Vidagany | 6                | 5              | 63             |   |   |              |                  |                  |              |              |  |
|  |             | Nicole Melichar         | Nicole Melichar         | 63          | 0           |  |  | 5             | Sachia Vickery          | 3                | 7              | 7              |   |   |              |                  |                  |              |              |  |
|  | 5           | Sachia Vickery          | Sachia Vickery          | 7           | 6           |  |  |               |                         |                  |                |                |   |   |              |                  |                  |              |              |  |

#### Sezione 4
|  | Primo turno | Primo turno                     | Primo turno                     | Primo turno | Primo turno |  |  | Secondo turno | Secondo turno      | Secondo turno      | Secondo turno    | Secondo turno    |   |   | Ultimo turno | Ultimo turno       | Ultimo turno       | Ultimo turno | Ultimo turno |  |
|  |             |                                 |                                 |             |             |  |  |               |                    |                    |                  |                  |   |   |              |                    |                    |              |              |  |
|  | 4           | Florencia Molinero              | Florencia Molinero              | 6           | 6           |  |  |               |                    |                    |                  |                  |   |   |              |                    |                    |              |              |  |
|  |             | Marina Mel'nikova               | Marina Mel'nikova               | 1           | 2           |  |  | 4             | Florencia Molinero | Florencia Molinero | 7                | 6                |   |   |              |                    |                    |              |              |  |
|  |             | Elica Kostova                   | Elica Kostova                   | 7           | 6           |  |  |               | Elica Kostova      | Elica Kostova      | 6(1)             | 4                |   |   |              |                    |                    |              |              |  |
|  |             | Christina Shakovets             | Christina Shakovets             | 6           | 1           |  |  |               |                    |                    |                  |                  |   |   | 4            | Florencia Molinero | Florencia Molinero | 7            | 6            |  |
|  | WC          | Daniella Roldan                 | Daniella Roldan                 | 1           | 1           |  |  |               |                    |                    | Françoise Abanda | Françoise Abanda | 6 | 3 |              |                    |                    |              |              |  |
|  |             | Françoise Abanda                | Françoise Abanda                | 6           | 6           |  |  |               | Françoise Abanda   | Françoise Abanda   | 7                | 6                |   |   |              |                    |                    |              |              |  |
|  |             | Anna Katalina Alzate Esmurzaeva | Anna Katalina Alzate Esmurzaeva | 2           | 0           |  |  | 6             | Julia Cohen        | Julia Cohen        | 5                | 1                |   |   |              |                    |                    |              |              |  |
|  | 6           | Julia Cohen                     | Julia Cohen                     | 6           | 6           |  |  |               |                    |                    |                  |                  |   |   |              |                    |                    |              |              |  |